# روبرت كروذر
روبرت كروذر (بالإنجليزية: Robert Crowther)‏ هو لاعب قفز طويل أسترالي، ولد في 2 أغسطس 1987 في Cloncurry, Queensland ‏ في أستراليا.

## وصلات خارجية
- روبرت كروذر على موقع الاتحاد الدولي لألعاب القوى (الإنجليزية)
- روبرت كروذر على موقع النتائج التاريخية لألعاب القوى الأسترالية (الإنجليزية)
- روبرت كروذر على موقع الدوري الماسي (الإنجليزية)
- روبرت كروذر على موقع اتحاد ألعاب الكومنولث (مؤرشف) (الإنجليزية)